# Alfred Bonvicini
Pour les articles homonymes, voir Bonvicini.
Alfred Bonvicini est un sportif français né le 28 novembre 1890 à Saint-Maur-des-Fossés et mort le 3 décembre 1963 à Clermont-Ferrand,.

## Palmarès
- Championnat de France de cross-country de 1914 : deuxième place.